# Alain Thomasset
Alain Thomasset (né le 28 avril 1957) est un théologien moraliste, prêtre catholique et jésuite français, spécialiste de Paul Ricœur.

## Biographie
Ancien élève de l'Institut national agronomique Paris-Grignon et docteur en théologie (université catholique de Louvain-Leuven) (1995), il enseigne la théologie morale au Centre Sèvres depuis 1995.
Membre du CERAS de 1995 à 2005, il devient le premier titulaire de la chaire Jean Rodhain du Centre Sèvres en 2005. De 2017 à 2023, il est doyen de la faculté de théologie au sein de cette même université.
Ancien directeur de la Revue d'éthique et de théologie morale, il est également co-titulaire du bulletin critique de théologie morale des Recherches de science religieuse.
Il est actuellement considéré comme l'un des meilleurs spécialistes catholique de l'éthique chrétienne.
Dans le contexte de la crise des abus au sein de l’Église catholique, il déclare en 2024 que l'éthique sexuelle de l’Église catholique a besoin d'être revisitée. 

## Principales publications
- Paul Ricœur : une poétique de la morale. Aux fondements d’une éthique herméneutique et narrative dans une perspective chrétienne, BETL, 124, Peeters, Leuven University Press, 1996, 710 p[3],[4].
- Interpréter et agir. Jalons pour une éthique chrétienne, Paris, Cerf, 2011, 422 p[5],[6].
- La Morale de Vatican II, Paris, Médiaspaul, 2013, 150 p.
- Les Vertus sociales. Justice, solidarité, compassion, hospitalité, espérance. Une éthique théologique, Paris/Namur, Lessius, 2015, 350 p[7],[8].
- Avec Jean-Miguel Garrigues, Une morale souple mais non sans boussole. Répondre aux doutes des quatre cardinaux à propos d’Amoris Laetitia, préface du cardinal Schönborn, Paris, Cerf, 2017, 174 p[9].